# Chiesa di Santa Maria delle Grazie (Montevarchi)
La chiesa di Santa Maria delle Grazie è un edificio di culto che si trova in località Pestello, a Montevarchi.

## Storia
Il luogo dove sorge la chiesa, Pestello, era un tempo una zona di campagna contigua alla città ma piuttosto lontana dalle mura, che deve il suo nome alla pestilenza del 1479 diffusasi dopo i saccheggi e le devastazioni delle truppe del duca di Calabria Alfonso d' Aragona che combatteva nella guerra che seguì la Congiura dei Pazzi. Il Pestello, siccome sufficientemente distante dal centro abitato, venne adibito a lazzaretto o, meglio, a Pestis Hostellum.
Poco lontano, nei pressi del ponte sul torrente Dogana, sorgeva un tabernacolo con un affresco raffigurante la Sacra Famiglia, popolarmente chiamata Madonna delle Grazie, che richiamava numerosi fedeli in quanto gli si attribuivano poteri miracolosi, tanto che nel Cinquecento, portarono alla costruzione di un piccolo oratorio dove venne traslato il tabernacolo, menzionato per la prima volta in documenti del 1522.
L'oratorio esisteva ancora nel 1676 quando il vescovo di Fiesole Filippo Neri Altoviti ne autorizzò la benedizione e quando il sessantenne «Messer Bernardino Ferrari, archibusiere di Brescia», probabilmente un mercenario delle milizie granducali, decise di abbandonare le armi e stabilirsi in questa località per prendersi cura della chiesetta. Comunque sia l'oratorio doveva essere piuttosto frequentato se nel 1680 il Proposto della Collegiata, sotto la cui giurisdizione si trovava l'oratorio, chiese al vescovo la facoltà di fabbricare una nuova chiesa. Per assicurare un regolare servizio religioso il Capitolo dei Canonici di San Lorenzo distaccò al Pestello alcuni suoi componenti che avrebbero dovuto dirigere le attività della chiesa e che presero il nome di Operai o Uffiziali, dei quali primo governatore fu Francesco Soldani, proposto di Montevarchi. Custode della chiesa rimase il bresciano Bernardino Ferrari almeno fino alla sua morte avvenuta nel 1687. Nel 1684 venne fissata nel giorno 12 settembre, per il SS. Nome di Maria, la data della festività solenne che si sarebbe dovuta celebrare annualmente nella chiesa.
Ma nonostante tanto entusiasmo da parte dei fedeli, e soprattutto le ricche elargizioni dei possidenti terrieri della zona quali i Magiotti o i marchesi Viviani, Santa Maria delle Grazie fu innalzata al grado di parrocchia solo il 17 settembre 1958.

## La chiesa
La struttura attuale dell'edificio, portico antistante compreso, presenta quei sobri ma eleganti caratteri seicenteschi tipici delle strutture religiose della campagna fiorentina.
All'interno, sull'altare maggiore c'è ancora l'affresco con la Sacra Famiglia, opera di scuola fiorentina del XVI secolo e sul retro un altro affresco dello stesso periodo raffigurante Cristo in croce con la Madonna e San Giovanni Evangelista. Dove sorgevano i due altari laterali, uno dei quali dedicato a San Barnaba, rimangono ancora le loro due tele settecentesche che ritraggono San Filippo Neri e Sant'Agostino.
Nell'adiacente ex Cappella della Compagnia della Venerabile Compagnia di Maria SS.ma delle Grazie e di San Giuseppe istituita nel 1828, ribattezzata dal 1980 Cappella della Madonna Pellegrina e del Centenario, si conservano due campane trecentesche provenienti dalla chiesa di San Tommaso a San Tommè.